# 육후
육후(陸詡, ?~?)은 백제에 파견된 양의 강례박사이다.